# Acemya fishelsoni
Acemya fishelsoni là một loài ruồi trong họ Tachinidae.